# Тель-Дан (заповедник)
Тель-Дан — заповедник, расположенный на севере Израиля.
Находится по шоссе 99 (Кирьят Шмона — Масаада), примерно в 11 км от перекрёстка ха-Мецудот, невдалеке от кибуца Дан. Тель-Дан расположен на территории, составляющей около 50 гектаров, через него проходят четыре туристических пешеходных маршрута.
В 2000 году арочные городские ворота древнего города Дан, вместе с источниками заповедника Тель-Дан были внесен в предварительный список объектов всемирного наследия ЮНЕСКО.

## Природный заповедник
Река Дан — один из немногих водных потоков Израиля, в который не вёлся сброс канализации, поэтому вода в ней осталась не загрязнённой отходами. Дан считается главным притоком реки Иордан. Расход воды — около 250 миллионов м³ в год, длина реки — около восьми километров. Дан имеет два главных источника; крупнейший из них — источник Эйн-Дан. Берёт своё начало от тающих снегов горы Хермон, поэтому вода в Эйн-Дане, как и в самом Дане, относительно холодная круглогодично (около 13 градусов). Границами заповедника охвачено порядка 48 гектаров бассейна этой реки.

## Археологический заповедник
Археологические раскопки начались в 1966 году и продолжались до 2000 года. Во время раскопок были найдены остатки ханаанского города Лаиш. На вершине холма — реконструкция ворот города. Они находятся в западной части археологического заповедника. Этот монумент был создан 3700 лет назад (средний Бронзовый век), обнаружен археологами в 1978 году, и полностью открыт в 1980 году. Ханаанские Врата состоят из трёх арок. Здесь же при раскопках была найдена базальтовая табличка IX века до н. э. (Стела из Тель-Дан) с нанесённым на неё текстом. Данный текст является, возможно, единственным упоминанием о царе Давиде, помимо строк Библии.